# Resolutie 2418 Veiligheidsraad Verenigde Naties
Resolutie 2418 van de Veiligheidsraad van de Verenigde Naties werd op 31 mei 2018 aangenomen met negen stemmen voor en zes onthoudingen. De resolutie verlengde de sancties tegen Zuid-Soedan met anderhalve maand.

## Standpunten
De oorspronkelijke tekst die door de Verenigde Staten was opgesteld, zou de sancties tegen een aantal Zuid-Soedanese leiders opnieuw met een jaar hebben verlengd en meteen ook zes namen hebben toegevoegd.
Volgens Ethiopië kon enkel een politiek proces de problemen in Zuid-Soedan oplossen. Dat proces, onder leiding van de IGAD, waarvan Ethiopië toen voorzitter was, en de Afrikaanse Unie, had net vooruitgang geboekt en bevond zich op een kritiek moment. Een akkoord over het delen van de macht was nog niet bereikt. Wel was een akkoord getekend over het toezicht op het staakt-het-vuren.
Na onderhandelingen met Ethiopië, hadden de Verenigde Staten deze resolutie op tafel gelegd. Bolivia, China, Ethiopië, Equatoriaal-Guinea, Kazachstan en Rusland vonden dat de toevoeging van de zes personen – die mee aan de onderhandelingstafel zaten – het vredesproces belemmerde, en hadden zich daarom onthouden. De negen andere leden van de Veiligheidsraad wilden de Zuid-Soedanese leiders onder druk zetten.
Op 13 juli werden de sancties middels resolutie 2428 alsnog tot eind mei 2019 verlengd en werd ook een wapenembargo ingesteld. Als compromis werden enkel de twee militaire leiders toegevoegd aan de sanctielijst. De ministers werden geschrapt om het vredesproces niet te schaden. Ook die resolutie werd met zes onthoudingen maar nipt goedgekeurd.

## Achtergrond
In 2011 was Zuid-Soedan na decennia van conflict om het olierijke gebied onafhankelijk geworden van Soedan. Eind 2013 ontstond echter een politieke crisis tussen president Salva Kiir en voormalig vicepresident Riek Machar, die uitdraaide op etnisch geweld en moordpartijen. Daarbij waren al twee miljoen mensen op de vlucht geslagen, en werd de bevolking van Zuid-Soedan nog dieper in de armoede en een humanitaire crisis geduwd.

## Inhoud
De Veiligheidsraad veroordeelde de gevechten die aan de gang waren, waarmee het Akkoord over een staakt-het-vuren, bescherming van de bevolking en humanitaire toegang van 21 december 2017 werd geschonden. De leiders van Zuid-Soedan moesten de wapenstilstanden waartoe ze hadden opgeroepen zelf naleven en politieke wil om het conflict op te lossen aantonen.
De sancties die middels resolutie 2206 in 2015 waren opgelegd, werden verlengd tot 15 juli 2018. Het expertenpanel dat toezag op deze sancties werd tot 14 augustus verlengd.
Secretaris-generaal António Guterres werd gevraagd eind juni te rapporteren of er nog ondertekenaars van het staakt-het-vuren betrokken waren geweest bij gevechten en of er een politiek akkoord was bereikt. Indien er geen akkoord was, zouden zes politieke en militaire leiders worden toegevoegd aan de lijst van personen waartegen de sancties golden. Ook zou mogelijk een wapenembargo tegen hen worden opgelegd.
Lijst ·  2398 ·  2399 ·  2400 ·  2401 ·  2402 ·  2403 ·  2404 ·  2405 ·  2406 ·  2407 ·  2408 ·  2409 ·  2410 ·  2411 ·  2412 ·  2413 ·  2414 ·  2415 ·  2416 ·  2417 ·  2418 ·  2419 ·  2420 ·  2421 ·  2422 ·  2423 ·  2424 ·  2425 ·  2426 ·  2427 ·  2428 ·  2429 ·  2430 ·  2431 ·  2432 ·  2433 ·  2434 ·  2435 ·  2436 ·  2437 ·  2438 ·  2439 ·  2440 ·  2441 ·  2442 ·  2443 ·  2444 ·  2445 ·  2446 ·  2447 ·  2448 ·  2449 ·  2450 ·  2451